# Piñel de Abajo
Piñel de Abajo es un municipio y localidad española de la provincia de Valladolid, en la comunidad autónoma de Castilla y León. Cuenta con una población de 163 habitantes (INE 2024). Pertenece a la comarca de Campo de Peñafiel.

## Demografía
Cuenta con una población de 163 habitantes (INE 2024).
| Gráfica de evolución demográfica de Piñel de Abajo entre 1842 y 2021                                                  |
| |
| Población de derecho según los censos de población del INE. Población de hecho según los censos de población del INE. |

## Patrimonio

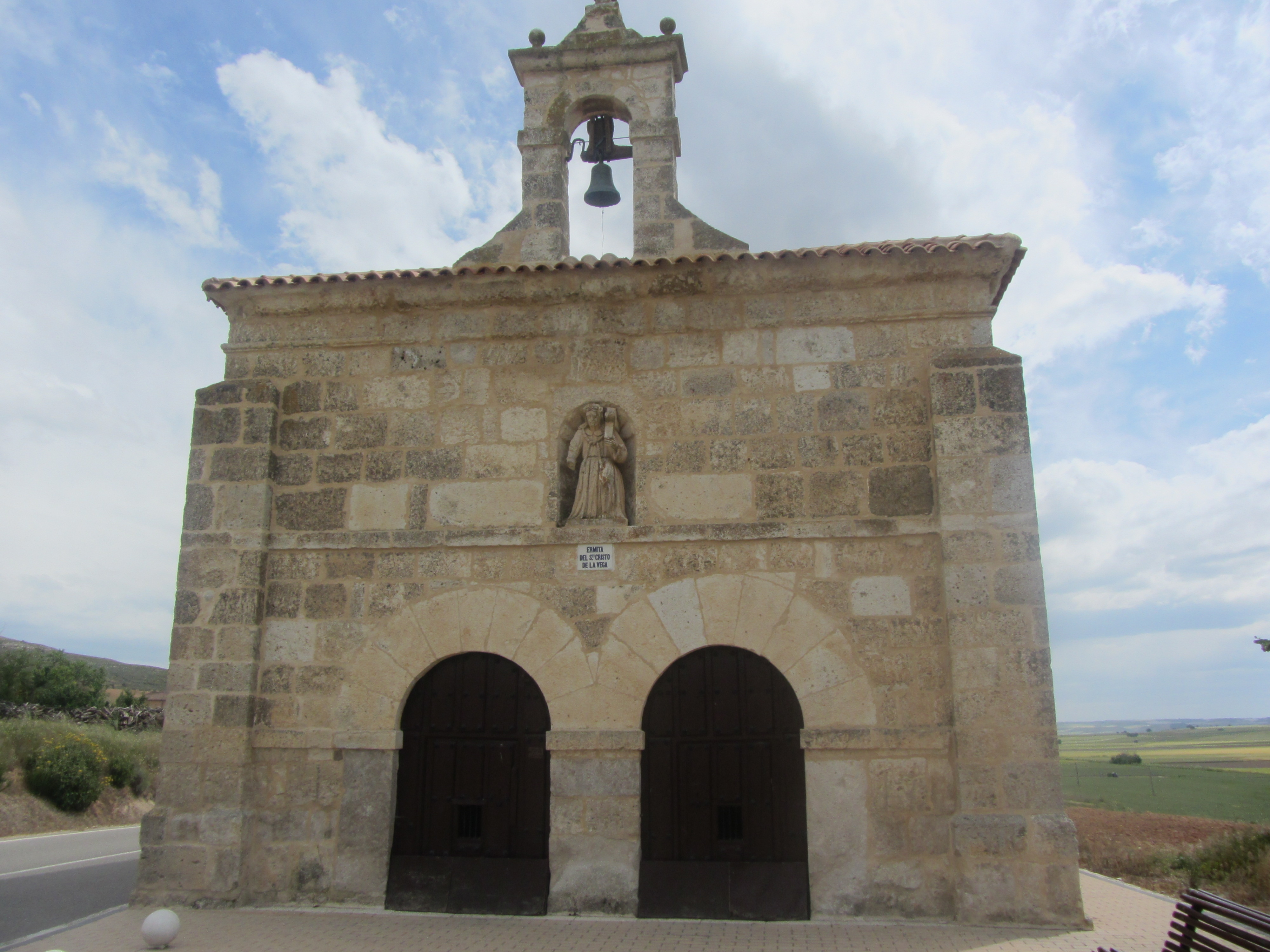
Ermita del Santo Cristo de la Vega

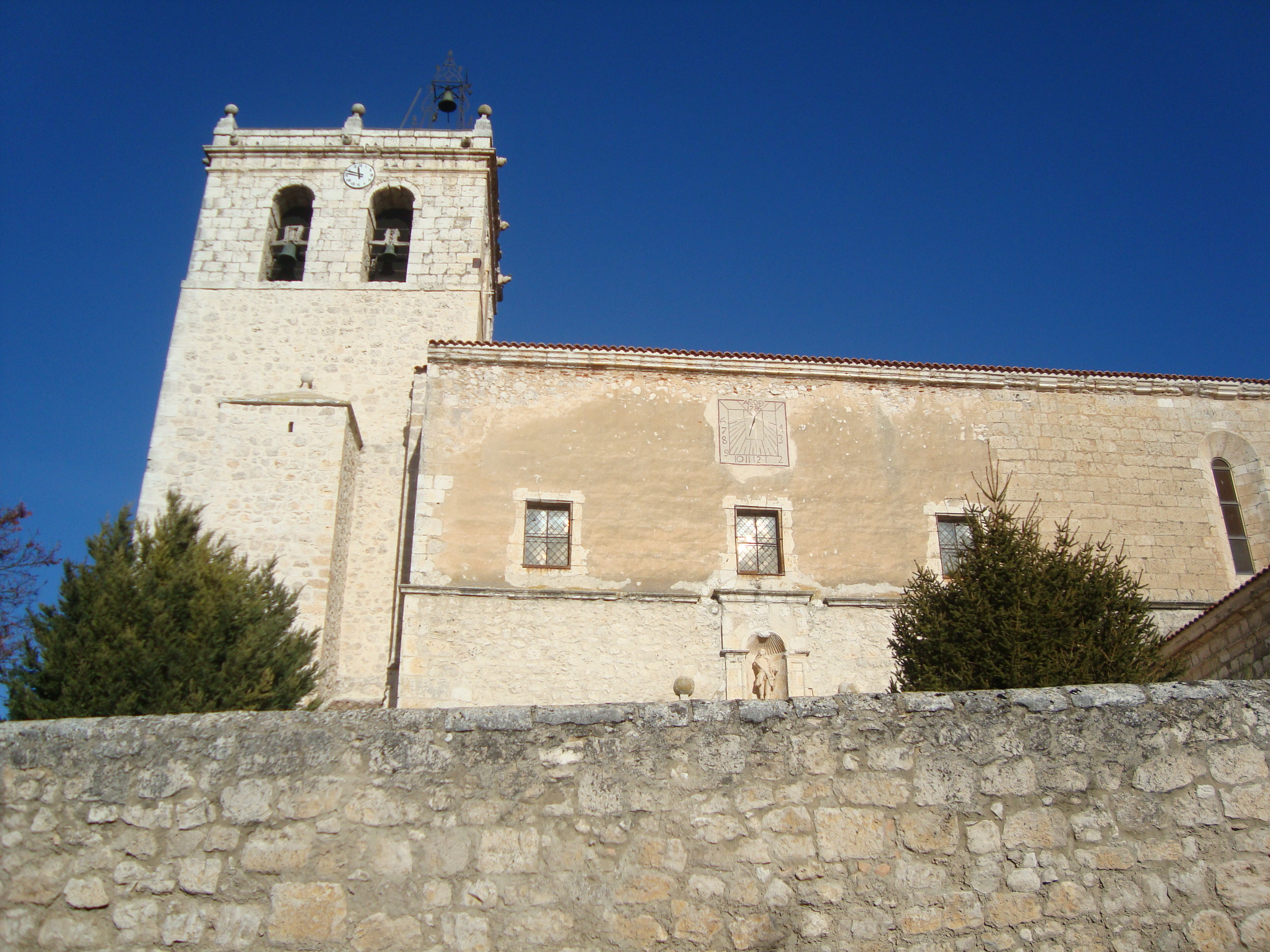
Iglesia de San Pelayo Mártir

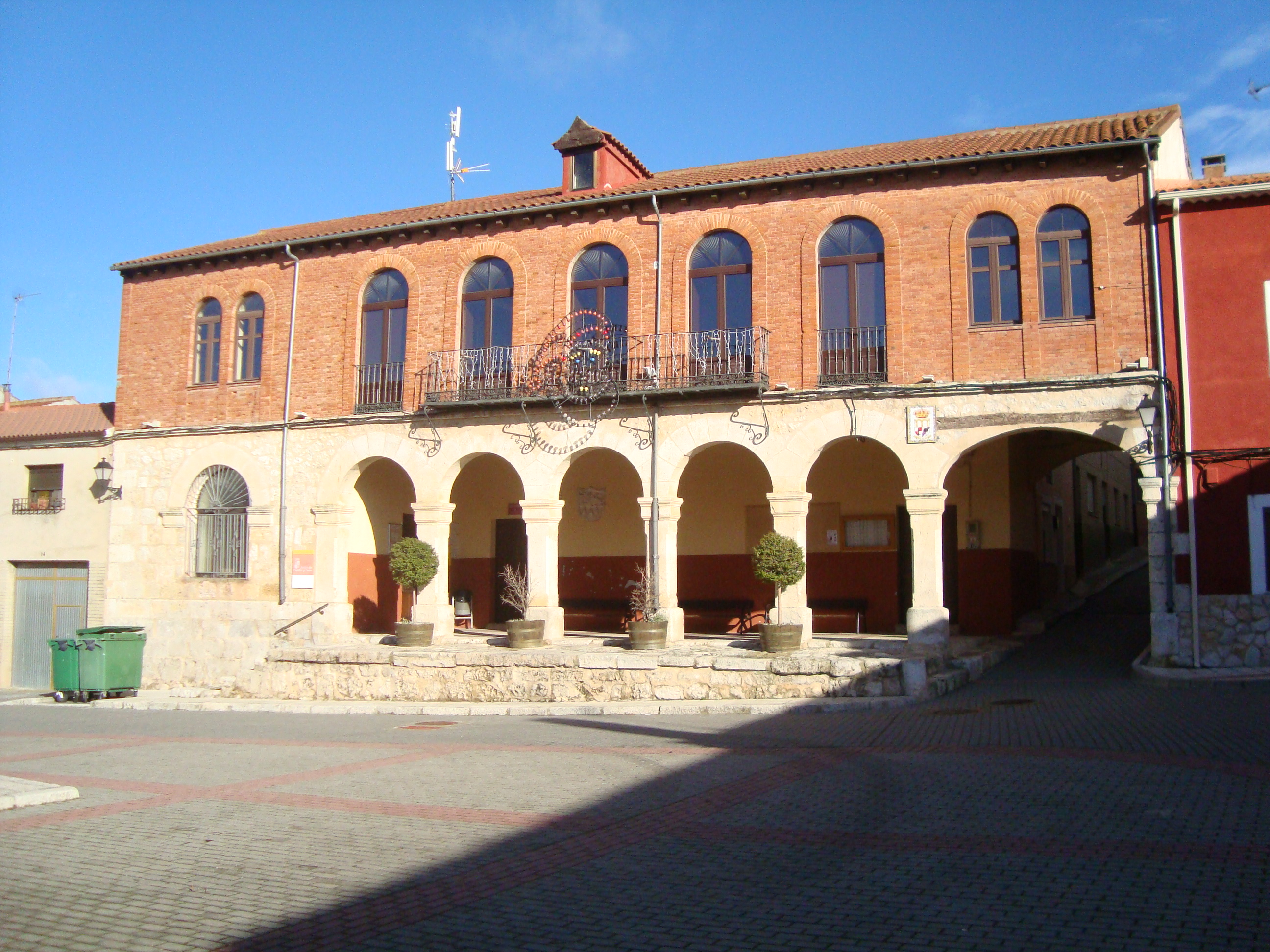
Casa consistorial

### Ermita del Santo Cristo de la Vega
Realizada en piedra, de una sola nave y cubierta con cúpula con yeserías del siglo XVIII. Guarda una imagen del Santo Cristo en su interior. Al exterior se muestran la espadaña, y una cruz de piedra frente a la puerta principal.

### Iglesia de San Pelayo
La iglesia parroquial, con la advocación de San Pelayo Mártir fue construida en el siglo XVI. Tiene una sola nave con capillas entre contrafuertes, cubriéndose con bóvedas de crucería estrellada simple o con terceletes. El retablo mayor está presidido por el santo del templo, San Pelayo, y en seis pinturas situadas alrededor de dicha escultura se narran diversas escenas de la vida del santo y de su martirio. En la pared izquierda de una de las capillas del lado del Evangelio figura una buena pintura sobre tabla procedente de la escuela palentina del siglo XVI, que representa la Asunción de la Virgen. En la sacristía se conserva una Inmaculada sobre lienzo de escuela madrileña, que es una posible obra de Eugenio Cajés.

### Casa consistorial
Está formada por siete arcos de medio punto. Tiene dos plantas.